# Кадір-шах
Кадір-шах (д/н — після 1542)  — султан Малави у 1537—1542 роках.

## Життєпис
Походив з родини військовиків. Замолоду звався Маллу Хан. Перебував на службі династії Хілджі. Посилив своє становище 1531 року після окупації Малави Гуджаратським султанатом, ставши одним з намісників (разом з Мухаммадом Асірі).
1537 року після смерті Бахадур-шаха в Гуджараті почалася боротьба за владу. Цим скористався Маллу Хан, який захопив Манду та оголосив себе султаном під ім'ям Кадір-шах. Поширив відомості, що він є сином Наср Шаха з династії Хілджі, що не відповідала дійсності. Навіть став карбувати відповідні монети.
Втім не зміг опанувати усією Малавою, погодившись визнати напівнезалежність Бхупата і Пуран з клану Томар, правителями Бгілсі та Райсені (Східна Малава). Загалом намагався зберегти власні володіння, не проводячи активної зовнішньої політики. приділяв увесь час внутрішнім питанням. Зумів покращити доходи та впоратися з розбійниками.
1540 року відмовився виступити проти могольського падишаха Хумаюна на боці Шер Шаха Сурі, внаслідок чого син останнього Кутб-хан зазнав поразки й загинув. У квітні 1542 року його було повалено султаном Шер Шахом Сурі, який поставив в Малаві намісником Шуджаат-хана.
Колишнього султана Шер Шах планував відправити до Бенгалії, але Кадір-шах зумів втекти до Гуджарату. Подальша доля невідома.